# Kathedraal van het Poolse leger
De Kathedraal van het Poolse leger (ook wel OLV Koningin van de Poolse Kroonkathedraal (Pools: Katedra Polowa Wojska Polskiego) of de Mariakoninginkathedraal is de Kathedraal van het Militair Ordinariaat van Polen. De kerk is gebouwd tussen 1660 en 1701 en heeft naast barokke ,ook palladiaanse en  neoclassicistische architectuurelementen.

## Geschiedenis
De kerk werd gebouwd tussen 1660 en 1701 naar de ontwerpen van architect Tytus Boratini en werd gebouwd in de stijl van de barok. De kerk heeft zeven altaren met ornamenten. Deze altaren bezitten schilderwerken van de Poolse kunstenaars: Szymon Czechowicz en Jan Bogumił Plersch. Binnen de kerk zat ook het kantoor van de piaristenmonnik, schrijver en pedagoog Stanislaus Konarski, de stichter van het Collegium Nobilium in Warschau. De façade kreeg door  architect Jakub Fontana een Palladiaans uiterlijk tussen 1758-1769. Vanaf 1835 moest de kerk van Tsaristisch decreet in een Oosters-orthodoxe kerk veranderen. De torens werden vervangen door vijf vergulde koepels en tot 1918 bleef deze kerk Russisch-orthodox. Na de Eerste Wereldoorlog en de hernieuwde onafhankelijkheid van Polen werden de gevel en de torens gerestaureerd door de Poolse overheid, naar de situatie van voor 1835 en werd deze kerk gepromoveerd tot rooms-katholieke kathedraal, de Kathedraal van het Poolse leger. Een functie die het gebouw anno 2019 nog steeds heeft.

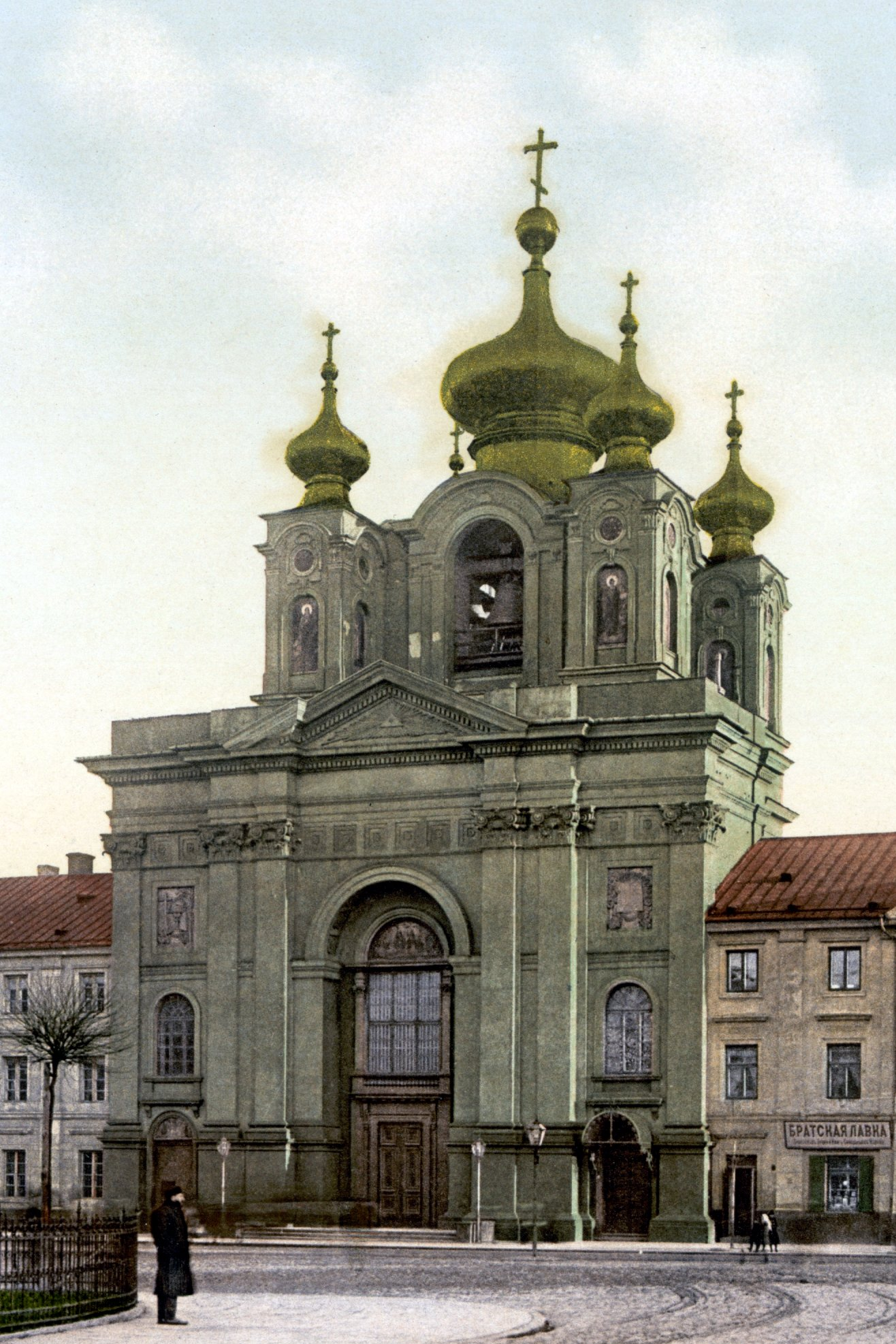
De Kerk tussen 1835 en 1918, met de kenmerkende Russische architectuurelementen